# Torre del Tío Bayo

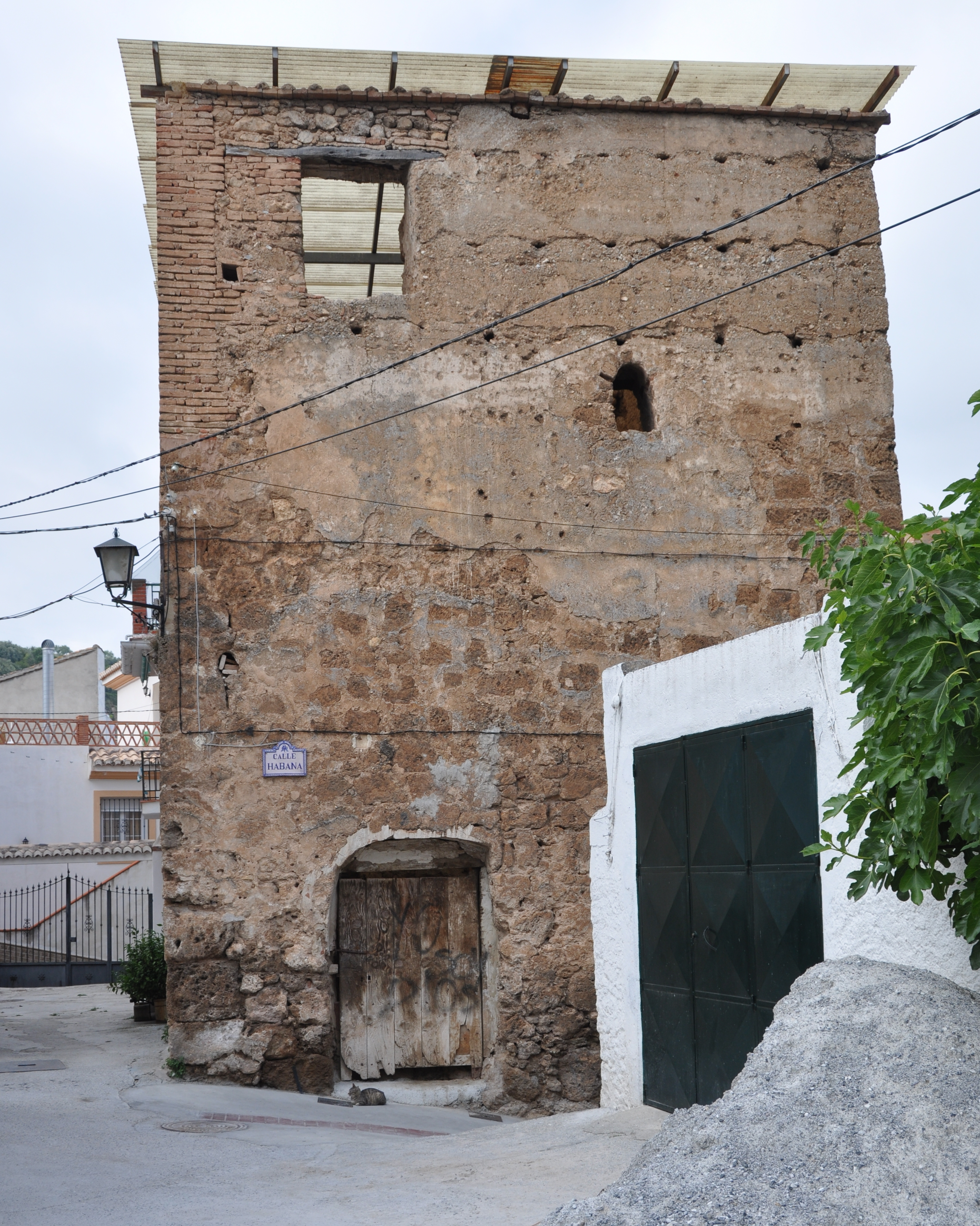
Torre del Tío Vayo

La Torre del Tío Bayo (o Vayo) es una construcción defensiva de época nazarí situada en el casco urbano de la localidad española de Albuñuelas, cabeza del municipio de igual nombre, en la provincia de Granada, Comunidad autónoma de Andalucía (España).
En el sistema cartográfico MME, escala 1/50.000, se localiza en la hoja 1041, cuadrícula 447-448/4086-4087.

## Descripción
Está situada en pleno casco urbano, en la esquina de las calles Habana y Caño. Tiene planta rectangular, de 7,75 m x 6,90 m, y altura de 10 metros, aunque probablemente fuera más alta en su origen. La obra es, en su primer cuerpo, de mampostería con sillares en las esquinas; el cuerpo superior es de fábrica de tapial. Este segundo cuerpo fue modificado al adaptar el torreón a vivienda urbana, abriéndose huecos nuevos. Debió de contar, según las fuentes y ciertos restos materiales, con algún tipo muralla aledaña, por lo que también se denominó en ocasiones como "fuerte".
En el cuerpo superior de la edificación se observa obra en ladrillo, ejecutada tras los destrozos que sufrió por el fuerte terremoto de 1884.

## Historia
Se ha datado, de forma genérica, en época nazarí y los arqueólogos han considerado que se trata de la torre vinculada a una alquería murada, de las que existieron muchas en la época final de al-Ándalus.
Al menos desde antes de la rebelión, la Torre del Tío Vayo se adaptó como vivienda, pues originariamente había sido hogar de un tal Miguel de Buñuelas. A partir de aquí no se conocen más noticias sobre esta estructura; desde época morisca se usó como casa, manteniendo esta función después de la expulsión y repoblación del pueblo. Posteriormente se repartió a un vecino como vivienda; y se conoce que a su alrededor se disponían casas y huertas (es decir, ya se encontraba enclavada en el núcleo urbano). 
Gracias a ese devenir utilitario, la torre ha llegado hasta la actualidad con ciertas modificaciones que han ido adaptándose a sus distintos fines. En este contexto se puede interpretar la pérdida de su terraza, y la construcción de un tejado previo de teja, actualmente perdido, que resguardaría y se adaptaría mejor a la casa. 
Durante el siglo XX la torre se empleó como corral, hasta que en los primeros años del siglo XXI el Ayuntamiento la adquirió con la intención de restaurarla y acondicionarla para fines socioculturales. La fortificación se encuentra inscrita en el Registro General de BIC desde el 22 de junio de 1993.